# Нікітенко Григорій Григорович
Григорій Григорович Нікітенко (Никитенко) (нар. 9 вересня 1941, село Козіївка, тепер Краснокутського району Харківської області) — український радянський державний діяч, міністр легкої промисловості УРСР. Депутат Верховної Ради УРСР 11-го скликання (з 1988 року). Академік Академії інженерних наук України.

## Біографія
Народився в родині колгоспників. Батько загинув на фронті у 1943 році.
Закінчив середню школу в 1958 році.
У 1963 році закінчив технологічний факультет Київського технологічного інституту легкої промисловості. Був секретарем комсомольської організації курсу. Член КПРС.
У 1963—1977  роках — заступник начальника експериментального цеху головного підприємства, начальник експериментального цеху, заступник головного інженера, головний інженер, генеральний директор Одеського виробничого швейного об'єднання імені Воровського.
У 1977—1980 роках — директор Українського інституту асортименту виробів легкої промисловості та культури одягу у Києві.
У 1980—1983 роках — начальник Управління організації виробництва товарів легкої промисловості і поставок Міністерства легкої промисловості Української РСР.
У 1983—1985 роках — начальник Головного управління швейної промисловості Міністерства легкої промисловості Української РСР.
У 1985 — січні 1987 року — 1-й заступник міністра легкої промисловості Української РСР.
22 січня 1987 — червень 1991 року — міністр легкої промисловості Української РСР. 13 червня — листопад 1991 року — голова Державного комітету Української РСР по легкій промисловості. 
У листопаді 1991 — грудні 1992 року — президент Державної корпорації виробників товарів легкої промисловості «Легтекс».
У лютому 1993 — 5 січня 1996 року — голова Державного комітету України з легкої і текстильної промисловості. 
З 5 січня 1996 року — заступник голови Державного комітету України у справах захисту прав споживачів. Декілька років очолював Головне управління Державної податкової адміністрації України.
Потім — на пенсії в місті Києві.

## Нагороди
- орден Трудового Червоного Прапора
- орден Трудової Слави 3-го ст.
- медалі
- державний службовець 1-го рангу (1994)
- державний радник податкової служби 2-го рангу